# An Emotion Away
An Emotion Away — первый сингл Аланис с альбома 1992 года Now Is the Time. Песня достигла 24-го места в чарте Канады и стала самым успешным синглом с альбома. Видеоклип снимался в Риме.
Песня, наряду с «Too Hot» и «Feel Your Love» (с первого альбома), была использована в фильме Просто одна из девочек, в котором появилась Аланис.

## Список композиций
1. «An Emotion Away» — 4:10
2. «When We Meet Again» — 4:07[3]